# Unteredt (Gemeinde Altenfelden)
Unteredt ist eine Streusiedlung (Zerstreute Häuser) der Gemeinde Altenfelden in Oberösterreich (Bezirk Rohrbach). Die Ortschaft hat 47 Einwohner (Stand 1. Jänner 2024).

## Geographie
Unteredt liegt im Südwesten der Gemeinde Altenfelden und im Südwesten der gleichnamigen Katastralgemeinde. Westlich an der Kleinen Mühl sowie nordwestlich befindet sich der Ortsteil Starz, nordöstlich der Ortsteil Hörhag und östlich bzw. südöstlich die Ortschaft Steinerberg. Zudem grenzt die Ortschaft Ebersdorf der Gemeinde Kirchberg ob der Donau im Südwesten an Unteredt. Der Großteil der Gebäude von Unteredt liegt an der Partenstein Bezirksstraße. Zudem gehören der im Nordwesten gelegene Bauernhof Irrer (Unteredt 7), der im Südwesten gelegene Bauernhof Hötzendorfer (Unteredt 5) und der im Norden gelegener Bauernhof Schalenböck (Unteredt 8) zu Unteredt. Für Unteredt wurden 2001 insgesamt 10 Gebäude gezählt, wobei zehn Gebäude über einen Hauptwohnsitz verfügten und 15 Wohnungen bzw. 15 Haushalte bestanden. Zudem gab es sieben land- und forstwirtschaftliche Betriebsstätte.

## Geschichte
Der Ortsname Unteredt leitet sich von der Öde, dem unbebauten Land, ab. In der Ortschaft lebten 1869 74 Menschen in neun Häusern. Bis zum Jahr 1910 sank sich die Einwohnerzahl auf 60 Einwohner in zehn Häusern. Zu Unteredt gehörte einst auch die Höllmühle (Unteredt 8) und die Mühleck-Mühle (Unteredt 10). Beide zählen heute zur Ortschaft Starz.